# Fika
|  | Per a altres significats, vegeu «Fika (Nigèria)». |

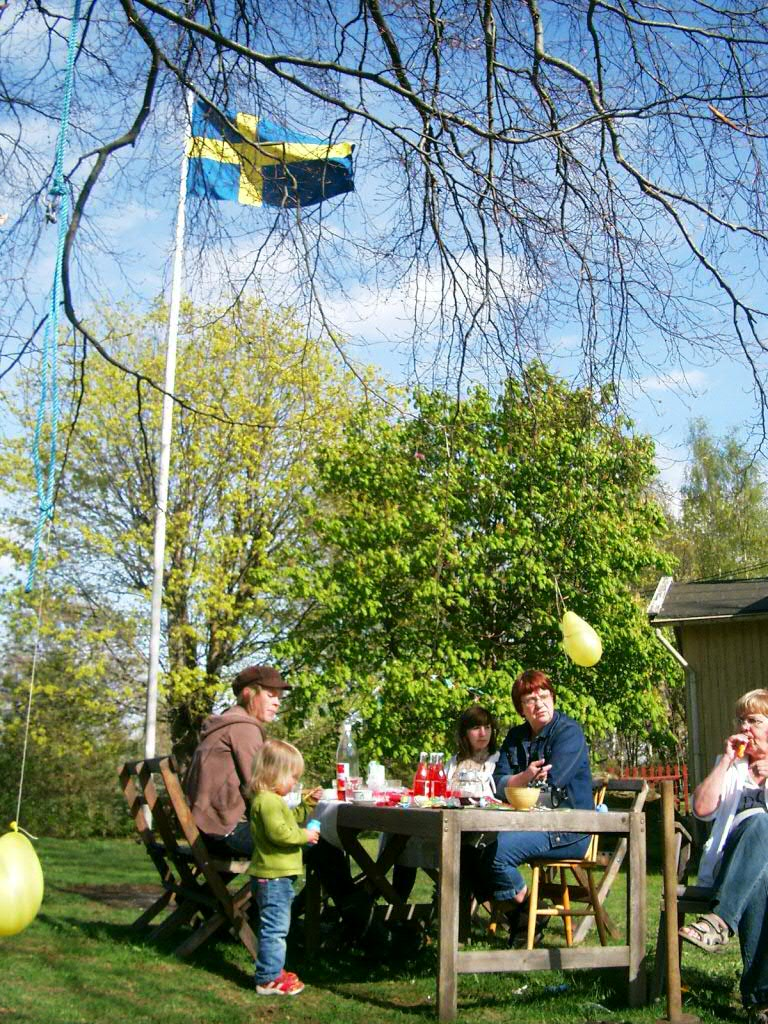
Fika a l'aire lliure a l'estiu.

Fika és tant un verb com un substantiu del suec que es refereix a la pausa d'una activitat per tal de prendre cafè (o altra beguda). El fika es podria comparar a l'hora del te dels anglesos tot i que el fika es pot repetir diverses vegades en un dia. Aquesta tradició està bàsicament instaurada a la cultura sueca, essent Suècia un dels països amb més consum de cafè.
Tradicionalment es prenia cafè a l'hora del fika, però actualment pot ser també te, i normalment, els nens prenen suc o llet. La beguda va sempre acompanyada de pastes, com ara galetes, pastissos o llesques de pa amb mantega. El fika es pren a tot arreu, donant-se lloc tant a les cases com si fos un àpat més, al camp en tant que pausa o a la feina, on sovint bastantes oficines sueques tenen marcades unes hores de cafè al matí i a la tarda, podent interrompre així alguna reunió informal.
La paraula fika ha existit en l'idioma suec des del 1910, i prové del canvi d'ordre en les síl·labes de la paraula kaffi (deformació de la paraula kaffe). Així es canvia ka-ffi per fi-ka. És una reversió de síl·labes similar al verlan francès.